# Florence Goulet
Pour les articles homonymes, voir Goulet.
Florence Goulet, née le 30 juin 1961 au Mêle-sur-Sarthe (Orne), est une femme politique française.
Successivement membre de plusieurs partis de droite (RPR, UMP, LR) puis du Rassemblement national, elle est élue députée dans la deuxième circonscription de la Meuse lors des élections législatives de 2022. Elle siège au sein du groupe RN et est membre de la commission des Affaires économiques de l'Assemblée nationale.

## Biographie

### Vie personnelle
Florence Goulet est la fille de l'ancien député et sénateur Daniel Goulet. Après la mort de son père, en 2007, elle dépose avec sa sœur, Danielle, une plainte contre X pour assassinat, qui conduit à l'ouverture d'une information judiciaire visant leur ex-belle-mère, Nathalie Goulet, seconde épouse et suppléante de Daniel Goulet au Sénat. La justice prononce un non-lieu en 2008. Entre-temps, Nathalie Goulet porte plainte pour dénonciation calomnieuse ; l'enquête conclut en 2011 que « les filles de M. Goulet connaissaient les raisons exactes du décès de M. Goulet et que la plainte pour assassinat tenait en fait du règlement de comptes »,.
Florence Goulet est l'épouse du député européen André Rougé.

### Parcours politique
Encartée au RPR puis à l'UMP, elle travaille pendant vingt-quatre ans comme attachée parlementaire d'élus de droite, dont Henri Guaino, député des Yvelines de 2012 à 2017. Elle a été membre de l'association France Alzheimer.
Lors des élections sénatoriales de 2017 dans l'Orne, Florence Goulet se présente en tant que suppléante du candidat LR, Philippe Senaux, contre son ex-belle-mère, la sénatrice sortante Nathalie Goulet. Le binôme est largement battu, obtenant 7,86 % des voix au second tour.
Elle rejoint Marine Le Pen en 2021. Lors de l'élection présidentielle de 2022, Florence Goulet est responsable des déplacements au sein de l'équipe de campagne du RN. Candidate aux élections législatives de 2022 dans la deuxième circonscription de la Meuse, elle obtient 33,43 % des suffrages au premier tour puis 53,5 % au second tour face à Anne Bois, candidate de la majorité présidentielle. Elle se représente aux élections législatives anticipées de 2024 dans la même circonscription. Elle est élue au premier tour avec 50,63 % des voix.